# Clive Robertson
Clive Gladstone Robertson (* 17. Dezember 1965 in Devizes, Wiltshire, England) ist ein britischer Schauspieler, der durch seine Darstellung von Ben Evens / Derek Evans in Sunset Beach, der Rolle als Travis Montana in der kanadischen Science-Fiction-Serie Starhunter und als Captain John O’Neil in dem 2010 erschienenen Science Fiction Computer Spiel Darkstar: The Interactive Movie bekannt wurde.

## Biografie
Robertson besuchte die London’s Arts Educational School.
1999 heiratete er die australische Schauspielerin Libby Purvis. Im Oktober 2002 wurden sie Eltern von  Zwillingen. Die Ehe wurde 2004 geschieden.

Im September 2007 heiratete er Caryn Antonini. Sie haben zwei gemeinsame Kinder.

## Filmografie (Auswahl)
- 1993: Topper
- 1993: Cinderumplestiltskin (Fernsehfilm)
- 1994: The Bill (Episode „No Name, No Number“)
- 1995: London Bridge
- 1995: Paparazzo (als Marine Offizier)
- 1995: Before the Killing Starts (Fernsehfilm)
- 1997–1999: Sunset Beach (571 Episoden, als Ben Evans, Derek Evans)
- 2002: V.I.P. – Die Bodyguards (Episode „Diagnosis Val“, als Dr. Hank Jonas)
- 2002–2003: Starhunter 2300 (22 Episoden) (als Travis Montana)
- 2004: General Hospital (1 Episode[2]) (als Simon Niles)
- 2005: Medal of Honor: European Assault (Computer Spiel, Stimme)
- 2006: Lucas, der Ameisenschreck (The Ant Bully, Stimme)
- 2006–2007: Wicked Wicked Games (44 Episoden, als Theodore Crawford)
- 2008: Crazy Girls Undercover (als Damon Archer)
- 2010: Darkstar: The Interactive Movie[3] (Computer Spiel, als Captain John O’Neil)
- 2017–2018: Starhunter ReduX (als Travis Montana)